# Bilbao Athletic
Bilbao Athletic é um clube de futebol da Espanha com sede em Bilbao. É a primeira filial do Athletic Bilbao (uma espécie de time B), e atualmente disputa a Segunda B, equivalente a terceira divisão espanhola. Na temporada 2015-2016, disputou a Liga Adelante, equivalente a segunda divisão espanhola, mas foi rebaixado, ficando na última posição. Segundo as regras, como uma equipe filial, O Bilbao Athletic só pode jogar em uma divisão inferior a do Athletic Club, a primeira equipe, e nem disputar a Copa del Rey. Seu elenco só pode conter jogadores de até 23 anos e de até 25 anos, estes com contrato profissional com o Athletic Club, por ser uma filial. Joga no estádio Instalaciones de Lezama com capacidade para 1.500 pessoas. Foi fundado em 1964. Seu mascote é um cachorro.